# SKE48
SKE48 est un groupe féminin de J-pop créé fin 2008, à l'effectif changeant, composé de trois équipes d'une quinzaine de membres, Team S, Team KII et Team E, qui se produit à Nagoya, au Japon, dans sa propre salle de spectacles nommée SKE48 Theater au Sunshine Sakae depuis sa création.

## Histoire
À l'été de 2008, le producteur Yasushi Akimoto a commencé son plan pour développer le concept d'AKB48 au Japon tout entier, en commençant par Nagoya. 22 membres ont été choisies et 15 de ces filles ont fait leurs débuts avec l'ancien membre d'AKB48 Kenkyuusei, Yūka Nakanishi, et Aki Deguchi, comme Team S.
Le groupe est alors créé par Yasushi Akimoto sur le modèle de son groupe sœur AKB48. Un autre groupe est créé sur le même modèle à Ōsaka en 2010, les NMB48, Fukuoka en 2011, les HKT48.
Quelques-unes de ses membres les plus populaires comme Jurina Matsui ou encore Rena Matsui font régulièrement partie des filles sélectionnées pour chanter sur les singles de AKB48. Jurina Matsui a été choisie comme senbatsu et centre pour le 10e single major Oogoe Diamond d'AKB48 et SKE48 commencé à jouer régulièrement au SUNSHINE SAKAE theater.
En avril 2009, 23 nouvelles filles ont été choisies comme candidates pour la nouvelle équipe d'SKE48, la Team KII. La 1re génération de Kenkyuusei, Seira Satō, et Mieko Satō, membre de la team S ont été choisies pour rejoindre la Team KII tandis que Sayuki Mori a été ajoutée à l'équipe S.
En août 2009, les SKE48 sortent leur premier single Tsuyoki Mono yo sur le label Lantis.
En novembre 2009, une troisième génération a été annoncée et 13 membres ont été ajoutés à Kenkyuusei.
En décembre 2009, Eiko Maeda de la Team KII transféré au nouveau groupe-sœur ayant fait ses débuts à la même année, le groupe d'SDN48 pour les idoles qui ont au-dessus de 18 ans.
En février 2010, SKE48 Kenkyuusei a commencé à jouer régulièrement dans le théâtre.
En mars, SKE48 signent sous CROWN GOLD et publient leur premier single dans ce label, Aozora Kataomoi sort le 24 mars 2010.
La 4e génération de SKE48 a débuté en septembre 2010. 16 nouvelles Kenkyuusei ont été ajoutées au groupe, ce qui porte le nombre total de 26 membres Kenkyuusei.
Le 6 décembre 2010, SKE48 a annoncé la création de Team E, en utilisant 16 Kenkyuusei. 4 membres de l'équipe KII, Shiori Iguchi, Mikoto Uchiyama, Momona Kito ainsi que Makiko Saito sont déplacées vers Kenkyuusei.
Quatre membres restantes de Kenkyuusei, Riho Abiru, Risako Goto, Sawako Hata et Miki Yakata sont déplacées vers l'équipe ERC. Ce fut aussi la première fois que SKE48 atteint son objectif de 48 membres officiels.
Le 28 mai 2011, les SKE48 ont annoncé qu'elles changeraient de label et iront chez Avex Trax. Leur premier single sous leur nouveau label, Pareo wa Emerald sort le 27 juillet 2011.
Ce n'est qu'en septembre 2012 que le groupe sort leur premier album studio Kono Hi no Chime wo Wasurenai regroupant les premiers singles du groupe.
En avril 2013, lors de son concert à Nippon Gaishi Hall, beaucoup de membres sont déplacées vers d'autres teams du groupe.
En 2015, la capitaine de la Team KII, Airi Furukawa annonce sa remise de diplôme des SKE48 après sept ans de présence dans le groupe. Cette annonce est faite le 1er février février au cours du concert du groupe donné à leur théâtre à Nagoya. Elle continue cependant ses activités avec le groupe d’idoles jusqu’à sa cérémonie de graduation prévue pour le 31 mars 2015. Elle a expliqué son souhait de poursuivre ses nouveaux rêves sans donner plus de détails et a ajouté qu’elle garderait son sourire jusqu’à la fin.
Le film Idol no Namida Documentary of SKE48 sorti le 27 février au cinéma au Japon. Il retrace l’histoire du groupe d’idoles. Il suit les membres des SKE48 depuis la création du groupe en 2008 jusqu’en 2015. Il contient des vidéos des coulisses et de live, des interviews avec des membres actuelles et anciennes telles que Jurina Matsui, Rena Matsui, Yuria Kizaki, etc. Le film a été réalisé par Shin Ishihara. Il a été produit par Toho et supervisé par le producteur du groupe Yasushi Akimoto.
Le 10 juin 2015, Rena Matsui annonce son départ de SKE48 au cours d’une émission spéciale de All Night Nippon (ANN) consacrée à AKB48. Elle explique vouloir poursuivre sa carrière en tant qu’actrice ; elle a ainsi confirmé les rumeurs publiées dans le journal Nikkan Sports le même jour. Son dernier concert et la cérémonie de graduation de Matsui Rena auront lieu fin août à Nagoya. Des événements de prise de contact sont également organisés. Mastui occupe la position de centre 18e single des SKE48 Maenomeri (sorti le 12 août 2015) car il s'agit du dernier single auquel elle participe avant sa graduation.
Le 7 février 2020, Jurina Matsui a annoncé qu’elle qu'elle rejoindrait le SKE48.
En juillet 2020, Kazuya Ebine, un cadre de la société de gestion de SKE48, Zest, a été arrêté pour avoir prétendument payé deux filles mineures pour avoir des relations sexuelles dans sa voiture en novembre 2019.

## Théâtre du groupe

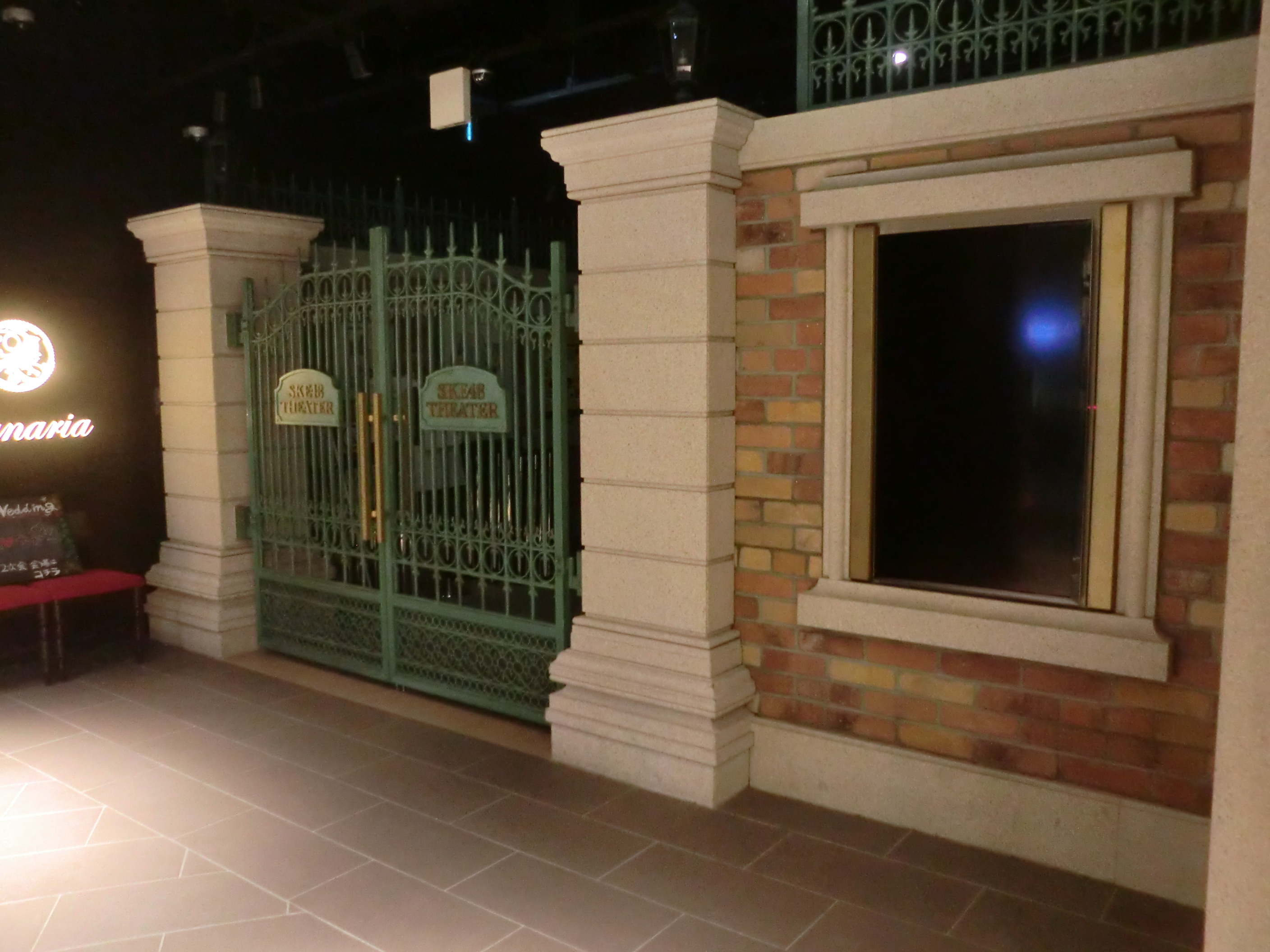
L'entrée du au Sunshine Sakae, là où le groupe se produit régulièrement.

Le SKE48 Theater (SKE48劇場) est la salle de spectacle où SKE48 tient ses performances théâtre presque tous les jours. Il a officiellement ouvert ses portes en octobre 2008 et est situé au SUNSHINE SAKAE dans la ville de Nagoya. Le SUNSHINE SAKAE a une grande roue sur le côté du bâtiment, ce qui en fait un site attractif pour le théâtre.
Le SKE48 Theater a finalement été rénové et les travaux de rénovation ont été achevés fin 2012.
Le directeur actuel du théâtre est Tomoya Shiba, ayant remplacé Hiroshi Yuasa, aujourd'hui directeur du AKB48 Theater qui est le théâtre du groupe sœur AKB48.

## Membres actuels

### Team S
Notes = Ryōha Kitagawa est la capitaine de la Team S.
| Nom et prénom                              | Date de naissance | Âge    | Remarques                            |
| ------------------------------------------ | ----------------- | ------ | ------------------------------------ |
| Rena Isshiki (一色 嶺奈)                   | 15 février 2002   | 23 ans | Ex-Kenkyūsei du Draft                |
| Asana Inuzuka (犬塚 あさな, Inuzuka Asana) | 19 mars 1994      | 30 ans | Ex-Kenkyūsei 4e générat° Co-Captaine |
| Masana Ōya (大矢 真那)                     | 6 novembre 1990   | 34 ans | Annoncé sa graduation                |
| Ayuka Kamimura (上村 亜柚香)               | 27 janvier 2004   | 21 ans | Ex-Kenkyūsei du Draft                |
| Ryōha Kitagawa (北川 綾巴)                 | 9 octobre 1998    | 26 ans | Ex-Kenkyūsei 6e générat° Captaine    |
| Risako Gotō (後藤 理沙子)                  | 29 mai 1997       | 27 ans |                                      |
| Aika Sugiyama (杉山 愛佳)                  | 5 mars 2002       | 23 ans |                                      |
| Rika Tsuzuki (都築 里佳)                   | 8 novembre 1995   | 29 ans | Ex-Kenkyūsei 4e générat°, Ex-Team E  |
| Kano Nojima (野島 樺乃)                    | 6 septembre 2001  | 23 ans |                                      |
| Haruka Futamura (二村 春香)                | 14 mai 1996       | 28 ans | Ex-Kenkyūsei 5e générat°             |
| Otoha Machi (町 音葉)                      | 6 novembre 2001   | 23 ans | Ex-Kenkyūsei 7e générat°             |
| Jurina Matsui (松井 珠理奈)                | 8 mars 1997       | 28 ans | Ex-membre d'AKB48 Team K             |
| Chikako Matsumoto (松本 慈子)              | 19 novembre 1999  | 25 ans | Ex-membre du Draft                   |
| Suzuran Yamauchi (山内 鈴蘭)               | 8 décembre 1994   | 30 ans | Ex-membre d'AKB48 Team B             |
| Juna Yamada (山田 樹奈)                    | 25 mai 1998       | 26 ans |                                      |

### Team KII
Notes = Mina Ōba est la capitaine de la Team KII.
| Nom et Prénom                 | Date de Naissance | Âge    | Remarques                                                              |
| ----------------------------- | ----------------- | ------ | ---------------------------------------------------------------------- |
| Shiori Aoki (青木 詩織)       | 22 avril 1996     | 28 ans |                                                                        |
| Yuki Arai (荒井 優希)         | 7 mai 1998        | 26 ans | Ex-membre du Draft                                                     |
| Mikoto Uchiyama (内山 命)     | 14 novembre 1995  | 29 ans | Co-capitaine ; Ex-Team KII                                             |
| Yūna Ego (江籠 裕奈)          | 29 mars 2000      | 24 ans | Ex-Kenkyūsei 5e générat°; Ex-Team S                                    |
| Ayaka Ōta (太田 彩夏)         | 17 août 2000      | 24 ans | Ex-Kenkyūsei 7e générat°                                               |
| Mina Ōba (大場 美奈)          | 3 avril 1992      | 32 ans | Capitaine ; Ex-Membre d'AKB48 Team B; Ex-AKB48 Team 4                  |
| Yuna Obata (小畑 優奈)        | 18 décembre 2001  | 23 ans |                                                                        |
| Ruka Kitano (北野 瑠華)       | 25 mai 1999       | 25 ans | Ex-Kenkyūsei 15e générat°                                              |
| Kotono Shirai (白井 琴望)     | 1er décembre 2002 | 22 ans |                                                                        |
| Sarina Sōda (惣田 紗莉渚)     | 18 janvier 1993   | 32 ans | Ex-membre du Draft                                                     |
| Yumana Takagi (高木 由麻奈)   | 23 août 1993      | 31 ans | Ex-Kenkyūsei 4e générat°                                               |
| Natsuki Takatsuka (髙塚 夏生) | 29 août 2000      | 24 ans | Ex-membre du Draft                                                     |
| Akane Takayanagi (高柳 明音)  | 11 novembre 1991  | 33 ans |                                                                        |
| Saki Takeuchi (竹内 彩姫)     | 24 novembre 1999  | 25 ans |                                                                        |
| Yuzuki Hidaka (日高 優月)     | 1er avril 1998    | 26 ans | Ex-Kenkyūsei 6e générat°                                               |
| Nao Furuhata (古畑 奈和)      | 15 septembre 1996 | 28 ans | Ex-Kenkyūsei 5e générat° ; Ex-Team E, Membre d'AKB48 Team A            |
| Kaori Matsumura (松村 香織)   | 17 janvier 1990   | 35 ans | Ex-Kenkyūsei 3e générat° (membre Kenkyūsei honoraire) ; chanteuse solo |
| Airi Mizuno (水野 愛理)       | 21 septembre 2002 | 22 ans | Ex-Kenkyūsei du Draft                                                  |

### Team E
Notes = Akari Suda est la capitaine de la Team E.
| Nom et Prénom               | Date de Naissance | Âge    | Remarques                                        |
| --------------------------- | ----------------- | ------ | ------------------------------------------------ |
| Yūka Asai (浅井 裕華)       | 10 novembre 2003  | 21 ans | Ex-Kenkyūsei 7e générat°                         |
| Reona Ida (井田 玲音名)     | 3 décembre 1998   | 26 ans |                                                  |
| Narumi Ichino (市野 成美)   | 14 avril 1999     | 25 ans | Ex-Kenkyūsei 5e générat°                         |
| Natsuki Kamata (鎌田 菜月)  | 29 août 1996      | 28 ans |                                                  |
| Kanon Kimoto (木本 花音)    | 11 août 1997      | 27 ans | Ex-Kenkyūsei 4e générat°                         |
| Haruka Kumazaki (熊崎 晴香) | 10 août 1997      | 27 ans | Ex-Kenkyūsei 6e générat°                         |
| Rara Gotō (後藤 楽々)       | 23 juillet 2000   | 24 ans |                                                  |
| Makiko Saitō (斉藤 真木子)  | 28 juin 1994      | 30 ans | Ex-Team S                                        |
| Sumire Satō (佐藤 すみれ)   | 20 novembre 1993  | 31 ans | Ex-membre d'AKB48 Team A                         |
| Ouka Suenaga (末永 桜花)    | 26 février 2002   | 23 ans | Ex-Kenkyūsei 7e générat°                         |
| Maya Sugawara (菅原 茉椰)   | 10 janvier 2000   | 25 ans |                                                  |
| Akari Suda (須田 亜香里)    | 31 octobre 1991   | 33 ans | Capitaine, Ex-Kenkyūsei 3e générat°, Ex-Team KII |
| Sana Takatera (髙寺 沙菜)   | 15 novembre 1999  | 25 ans | Ex-membre du Draft                               |
| Yūki Takahata (髙畑 結希)   | 18 juillet 1995   | 29 ans | Ex-Kenkyūsei 7e générat°                         |
| Marika Tani (谷 真理佳)     | 5 janvier 1996    | 29 ans | Ex-membre d'HKT48 Team KIV                       |
| Nao Fukushi (福士 奈央)     | 23 avril 1999     | 25 ans | Co-capitaine; Ex-membre du Draft                 |

### Membres à double position
Ce sont les membres qui possèdent une «double appartenance» dans les équipes d'AKB48, NMB48 (ou HKT48) et les équipes d'SKE48.
- Jurina Matsui (SKE48 Team S & AKB48 Team K 2012 - 2015)
- Nana Yamada (NMB48 Team M & SKE48 Team KII 2014 - 2015)
- Nao Furuhata (SKE48 Team KII & AKB48 Team A 2014 - 2015)
- Natsumi Tanaka (HKT48 Team H & SKE48 Team S 2014 - 2015)
- Sae Miyazawa (SKE48 Team S & SNH48 Team SII 2014 - 2016)
- Miyuki Watanabe (SKE48 Team S & NMB48 Team BII 2014 - 2015)

### Team Kenkyūsei (Élèves)
7e génération
- Honoka Aikawa (相川 暖花?)
- Narumi Kataoka (片岡 成美?)
- Aina Wada (和田 愛菜?)

8e génération
- Ayaha Atsumi (渥美 彩羽?)
- Saki Ishikawa (石川 咲姫?)
- Yuzuki Ishiguro (石黒 友月?)
- Ruka Inoue (井上 瑠夏?)
- Rinka ŌShiba (大芝 りんか?)
- Miku Okada (岡田 美紅?)
- Ayano Kitagawa (北川 愛乃?)
- Ami Kurashima (倉島 杏実?)
- Marin Sakamoto (坂本 真凛?)
- Kaho Satō (佐藤 佳穂?)
- Kohaku Shirayuki (白雪 希明?)
- Izumi Nakamura (仲村 和泉?)
- Miki Nonogaki (野々垣 美希?)
- Miyo Nomura (野村 実代?)
- Negai Fukai (深井 ねがい?)
- Riko Morihira (森平 莉子?)
- Yukina Yahagi (矢作 有紀奈?)

- Members:

## Ex-membres

### Ex-membres diplômées
(dans le sens de graduées / graduation / sotsugyō)
| Team S - Suzuki Kirara (Graduée le 24 novembre 2008) - Takai Tsukina (Graduée le 26 août 2009) (elle a aussi fait partie de Momoiro Clover) - Yamashita Moe (Graduée le 25 décembre 2009) - Matsushita Yui (Graduée le 30 septembre 2011) - Ono Haruka (Graduée le 31 mars 2012) - Hirata Rikako (Graduée le 23 octobre 2012) - Hiramatsu Kanako (Graduée le 6 mai 2013) - Kuwabara Mizuki (Graduée le 6 mai 2013) - Takada Shiori (Graduée le 6 mai 2013) - Yagami Kumi (Graduée le 6 mai 2013) - Niidoi Sayaka(Graduée le 30 novembre 2013) - Sato Seira (Graduée le 27 février 2014) - Mukaida Manatsu (Graduée le 24 mars 2014) - Yuria Kizaki (Transférée chez les AKB48) - Momona Kito (Graduée le 9 avril 2014) - Deguchi Aki (Graduée le 21 avril 2014) - Shiroi Kaneko (Graduée le 22 avril 2014) - Sato Mieko (Graduée le 22 mars 2015) - Nakanishi Yuka (Graduée le 22 mars 2015) - Miyazawa Sae (Graduée le 30 mars 2016) - Miyamae Ami (Graduée le 29 septembre 2016) - Yakata Miki (Graduée le 27 février 2017) - Noguchi Yume (Graduée le 28 février 2017) - Azuma Rion (Graduée le 31 mars 2017) - Takeuchi Mai (Graduée le 29 mai 2017) | Team KII - Ichihara Yuri (Graduée le 30 novembre 2009) - Tomoka Wakabayashi (Graduée le 31 juillet 2012) - Akaeda Ririna (Graduée le 6 mai 2013) - Hata Sawako (Graduée le 6 mai 2013) - Ogiso Shiori (Graduée le 6 mai 2013) - Fujimoto Mitsuki (Graduée le 29 avril 2013) - Matsumoto Rina (Graduée le 10 avril 2014) - Kato Tomoko (Graduée le 29 septembre) - Kinoshita Yukiko (Graduée le 27 novembre 2014) - Mizuno Honoka (Graduée le 26 décembre 2014) - Yamada Mizuho (Graduée le 31 janvier 2015) - Furukawa Airi (Graduée le 30 mars 2015) - Abiru Riho (Graduée le 30 avril 2015) - Goudo Saki (Graduée le 20 novembre 2015) - Yamashita Yukari (Graduée le 15 mars 2016) - Ishida Anna(Graduée le 26 mai 2017) |

| Team E - Nakamura Yuka (Graduée le 31 décembre 2011) - Mano Haruka (Graduée le 31 mars 2012) - Yamada Erika (Graduée le 31 mars 2012) - Hara Minami (Graduée le 6 mai 2013) - Kasumi Ueno (Graduée le 6 mai 2013) - Suga Nanako (Graduée le 22 décembre 2013) - Kito Momona (Graduée le 9 avril 2014) - Kaneko Shiori (Graduée le 22 avril 2014) - Iguchi Shiori (Graduée le 22 avril 2014) - Owaki Arisa (Graduée le 30 juillet 2014) - Yamada Reika (Graduée le 25 décembre 2014) - Iwanaga Tsugumi (Graduée le 28 février 2014) - Kobayashi Ami (Graduée le 19 mars 2015) - Matsui Rena (Graduée le 31 août 2015) - Isohara Kyoka (Graduée le 25 janvier 2016) - Koishi Kumiko (Graduée le 23 février 2016) - Umemoto Madoka (Graduée le 24 février 2016) - Kato Rumi (Graduée le 29 mai 2016) - Aya Shibata (Graduée le 31 août 2016) - Sakai Mei(Graduée le 31 mars 2017) |

Élèves
- Honami Inagaki (稲垣 ほなみ, Inagaki Honami?)
- Kiharu Ozeki (尾関 きはる, Ozeki Kiharu?)
- Aiko Shibaki (柴木 愛子, Shibaki Aiko?)
- Fūka Ōshima (大島 風薫, Ōshima Fūka?)
- Seika Hayashi (林 星香, Hayashi Seika?)
- Aika Maekawa (前川 愛佳, Maekawa Aika?)
- Ayumi Hashimoto (橋本 あゆみ, Hashimoto Ayumi?)
- Ayane Handa (半田 礼音, Handa Ayane?)
- Marin Nonoyama (野々山 茉琳, Nonoyama Marin?)
- Mai Imade (今出 舞, Imade Mai?)
- Riko Miyawaki (宮脇 理子, Miyawaki Riko?)
- Emiri Kobayashi (小林 絵未梨, Kobayashi Emiri?)
- Akane Itō (伊藤 茜, Itō Akane?)
- Hioki Miki (日置 実希, Hioki Miki?)
- Yūna Kitahara (北原 侑奈, Kitahara Yūna?)
- Azuki Yano (矢野 杏月, Yano Azuki?)
- Yuka Yamamoto (山本 由香, Yamamoto Yuka?)
- Aisa Orito (折戸 愛彩, Orito Aisa?)
- Risa Ogino (荻野 利沙, Ogino Risa?) (Ex-5e génération) - quitte le groupe en mars 2015[5]
- Yuka Sasaki (佐々木 柚香, Sasaki Yuka?) (Ex-6e génération) - quitte le groupe en février 2015[5]
- Mayuko Gotō (後藤 真由子, Gotō Mayuko?) (Ex-6e génération) - quitte le groupe le 29 juillet 2014[6]
- Miyuka Sora (空 美夕日, Sora Miyuka?) (Ex-6e génération) - quitte le groupe le 31 mai 2014[7]
- Junna Murai (村井 純奈?) (Ex-7e génération) - quitte le groupe le 30 septembre 2016[8]
- Narumi Kawasaki (川崎 成美?) (Ex-7e génération) - quitte le groupe le 8 janvier 2017
- Kano Kobayashi (小林 佳乃) (Ex-8e génération) - quitte le groupe le 16 janvier 2017
- Anna Kawai (川合 杏奈)  (Ex-8e génération) - quitte le groupe le 12 avril 2017

## Discographie

### Albums
| N°            | Date de sortie    | Titre                         | Titre original             | Label         |
| Albums studio | Albums studio     | Albums studio                 | Albums studio              | Albums studio |
| ------------- | ----------------- | ----------------------------- | -------------------------- | ------------- |
| 1             | 19 septembre 2012 | Kono Hi no Chime wo Wasurenai | この日のチャイムを忘れない | avex trax     |
| 2             | 22 février 2017   | Kakumei no Oka                | 革命の丘                   | avex trax     |

Albums de scène
Team S
1. 10 février 2010 – Team S 2nd Stage "Te wo Tsunaginagara" (チームS 2nd Stage「手をつなぎながら」?)
2. 28 avril 2010 – Team S 3rd Stage "Seifuku no me" (チームS 3rd Stage「制服の芽」?)
3. 9 octobre 2013 – Team S 1st Stage "PARTY ga Hajimaru yo" (チームS 1st Stage「PARTYが始まるよ」?)

Team K
1. 3 mars 2010 – Team KII 2nd Stage "Te wo Tsunaginagara" (チームKII 2nd Stage「手をつなぎながら」?)
2. 14 mars 2012 – Team KII 3rd Stage "Ramune no Nomikata" (チームKII 3rd Stage「ラムネの飲み方」?)
3. 9 octobre 2013 – Team KII 1st Stage "Aitakatta" (Team KII 1st Stage「会いたかった」?)

Team E
1. 9 octobre 2013 – Team E 1st Stage "Pajama Drive" (チームE 1st Stage「パジャマドライブ」?)
2. 9 octobre 2013 – Team E 2nd Stage "Sakaagari" (チームE 2nd Stage「逆上がり」?)

### Singles
| N°                     | Date de sortie         | Titre                     | Titre original              | Label                        | Album                         |
| Singles en indépendant | Singles en indépendant | Singles en indépendant    | Singles en indépendant      | Singles en indépendant       | Singles en indépendant        |
| ---------------------- | ---------------------- | ------------------------- | --------------------------- | ---------------------------- | ----------------------------- |
| 1                      | 22 octobre 2008        | Ōgoe Diamond (SKE48 ver.) | 大声ダイヤモンド(SKE48ver.) | You, Be Cool! / KING RECORDS |                               |
| Singles en major       |                        |                           |                             |                              |                               |
| 1                      | 5 août 2009            | Tsuyoki Mono yo           | 強き者よ                    | Lantis                       | Kono Hi no Chime wo Wasurenai |
| 2                      | 24 mars 2010           | Aozora Kataomoi           | 青空片想い                  | CROWN GOLD                   | Kono Hi no Chime wo Wasurenai |
| 3                      | 7 juillet 2010         | Gomen ne, Summer          | ごめんね、SUMMER            | CROWN GOLD                   | Kono Hi no Chime wo Wasurenai |
| 4                      | 17 novembre 2010       | 1! 2! 3! 4! Yoroshiku!    | 1!2!3!4! ヨロシク!          | CROWN GOLD                   | Kono Hi no Chime wo Wasurenai |
| 5                      | 9 mars 2011            | Banzai Venus              | バンザイVenus               | CROWN GOLD                   | Kono Hi no Chime wo Wasurenai |
| 6                      | 27 juillet 2011        | Pareo wa Emerald          | パレオはエメラルド          | avex trax                    | Kono Hi no Chime wo Wasurenai |
| 7                      | 9 novembre 2011        | Oki Doki                  | オキドキ                    | avex trax                    | Kono Hi no Chime wo Wasurenai |
| 8                      | 25 janvier 2012        | Kataomoi Finally          | 片想いFinally               | avex trax                    | Kono Hi no Chime wo Wasurenai |
| 9                      | 16 mai 2012            | Aishite-love-ru!          | アイシテラブル!             | avex trax                    | Kakumei no Oka                |
| 10                     | 19 septembre 2012      | Kiss Datte Hidarikiki     | キスだって左利き            | avex trax                    | Kakumei no Oka                |
| 11                     | 30 janvier 2013        | Choco no Dorei            | チョコの奴隷                | avex trax                    | Kakumei no Oka                |
| 12                     | 17 juillet 2013        | Utsukushii Inazuma        | 美しい稲妻                  | avex trax                    | Kakumei no Oka                |
| 13                     | 20 novembre 2013       | Sansei Kawaii!            | 賛成カワイイ!               | avex trax                    | Kakumei no Oka                |
| 14                     | 19 mars 2014           | Mirai to wa?              | 未来とは?                   | avex trax                    | Kakumei no Oka                |
| 15                     | 30 juillet 2014        | Bukiyō Taiyō              | 不器用太陽                  | avex trax                    | Kakumei no Oka                |
| 16                     | 10 décembre 2014       | 12 Gatsu no Kangoroo      | 12月のカンガルー            | avex trax                    | Kakumei no Oka                |
| 17                     | 31 mars 2015           | Coquettish Jūtaichū       | コケティッシュ渋滞中        | avex trax                    | Kakumei no Oka                |
| 18                     | 12 août 2015           | Maenoeri                  | 前のめり                    | avex trax                    | Kakumei no Oka                |
| 19                     | 30 mars 2016           | Chicken Line              | チキンLINE                  | avex trax                    | Kakumei no Oka                |
| 20                     | 17 août 2016           | Kin no Ai, Gin no Ai      | 金の愛、銀の愛              | avex trax                    | Kakumei no Oka                |
| 21                     | 19 juillet 2017        | Igai ni Mango             | 意外にマンゴー              | avex trax                    |                               |

### DVD / Blu-ray
Scène théâtre
1. 15 juin 2009 – Team S 1st (PARTY ga Hajimaru yo) (TeamS 1st「PARTYが始まるよ」?)
2. 23 décembre 2009 – Team S 2nd (Te wo Tsunagi nagara) (TeamS 2nd「手をつなぎながら」?)
3. 24 février 2010 – Team KII 1st (Aitakatta) (Team KII 1st「会いたかった」?)
4. 27 octobre 2010 – Team KII 2nd (Te wo Tsunagi nagara) (Team KII 2nd「手をつなぎながら」?)
5. 23 juin 2012 – Team E 1st (Pajama Drive) (Team E 1st「パジャマドライブ」?)
6. 31 octobre 2012 – Team S 3rd (Seifuku no me) (Team S 3rd「制服の芽」?)
7. 17 novembre 2012 – Team KII 3rd (Ramune no Nomikata) (Team KII 3rd「ラムネの飲み方」?)
8. 9 octobre 2013 – Team E 2rd Stage (Sakaagari) (チームE 2nd Stage「逆上がり」?)
9. 7 mars 2014 – Team S 4th (RESET) (Team S 4th「RESET」?)
10. 18 juillet 2014 – Team KII 4th (Theater no Megami) (Team KII 4th「シアターの女神」?)
11. 18 juillet 2014 – Team E 3rd Stage (Boku no Taiyō) (Team E 3rd Stage「僕の太陽」?)

Concerts
1. 23 décembre 2009 – Hajimete no Kagaijugyō ~2009.5.24 Nagoya Bottom-line~ (初めての課外授業〜2009.5.24 名古屋ボトムライン〜?)
2. 27 janvier 2010 – Tenka wo Toru za ~2009.7.30 @ Nagoya Diamond Hall~ (天下をとるぜ 〜2009.7.30@名古屋ダイヤモンドホール〜?)
3. 28 avril 2010 – Nagoya Ikki ~2009.12.25 @ Zepp Nagoya~ (名古屋一揆 〜2009.12.25 @Zepp名古屋〜?)
4. 23 juin 2010 – SKE48 Densetsu, Hajimaru ~2010.4.29 @ Zepp Nagoya (SKE48伝説、始まる 〜2010.4.29 @Zepp Nagoya〜?)
5. 22 septembre 2010 – Request Hour Setlist Best 30 2010 Kamikyoku ha Dore da ? (リクエストアワーセットリストベスト30 2010 〜神曲はどれだ?〜?)
6. 22 décembre 2010 – Ase no Ryou wa Hanpa ja nai ~AUTUMN TOUR 2010 Final~ (汗の量はハンパじゃない 〜AUTUMN TOUR 2010 Final〜?)
7. 23 février 2011 – 1!2!3!4! Yoroshiku! the Battle Is Now On!? @ the Ehime Gijutsu Dai Hall (1!2!3!4! ヨロシク! 勝負は、これからだ! 〜2010.11.27 @愛知県芸術劇場大ホール〜?)
8. 6 juillet 2011 – SKE48 ni, Ima, Dekiru koto ~2011.05.02 @ AKASAKA BLITZ (SKE48に、今、できること 〜2011.05.02 @AKASAKA BLITZ〜?)
9. 28 avril 2012 – Manatsu no Jouhou Syusei (真夏の上方修正?)
10. 6 juin 2012 – SKE48 Request Hour Setlist Best 50 2011 ~Fan Sorezore no Kamikyoku tachi (SKE48 リクエストアワーセットリストベスト50 2011 〜ファンそれぞれの神曲たち〜?)
11. 13 octobre 2012 – SKE48 Printemps concert 2012 (SKE48 Senyou Gekijyou wa Aki made ni Dekiru no ka?) (SKE48 春コン2012「SKE専用劇場は秋までにできるのか？」?)
12. 9 mars 2013 – SKE48 Request Hour Setlist Best 50 2012 ~Kamikyoku kamo shirenai~ (SKE48 リクエストアワーセットリストベスト50　2012 ～神曲かもしれない～?)
13. 27 juillet 2013 – SKE48 Printemps concert 2013 (Kawaranai koto. Zuto Nakama na koto) (SKE48 春コン2013「変わらないこと。ずっと仲間なこと」?)
14. 30 janvier 2014 – SKE48 Request Hour Setlist Best 50 2013 ~Anata no Suki na Kyoku wo Kamikyoku to Yobu. Dakara, Request Hour ha Kamikyoku Matsuri.~ (SKE48 リクエストアワーセットリストベスト50　2013 ～あなたの好きな曲を神曲と呼ぶ。だから、リクエストアワーは神曲祭り。～?)
15. 6 août 14 av. J.-C. - SKE Tou Kekki Shūkai (Hako de Ose!) (SKE党決起集会。「箱で推せ!」?)
16. 18 février 2015 - SKE48 Request Hour Setlist Best 242 2014 ~1-i wa? Saikai wa? Kyoku Oshi Shūgō!~ (SKE48 リクエストアワーセットリストベスト242 2014～1位は?最下位は?曲推し集合!～?)
17. 25 novembre 2015 - Rena Matsui SKE48 Sotsugyō Concert in Toyota Stadium ~2588DAYS~ (松井玲奈 SKE48卒業コンサートin豊田スタジアム～2588DAYS～?)
18. 24 février 2016 - SKE48 Fuyu Kon 2015 Nagoya Saishidō. ~Jurina ga Kaette Kita~ (SKE48冬コン2015名古屋再始動。～珠理奈が帰って来た～?)
19. 17 août 2016 - Minna, Nakunjanēzo. Sae Miyazawa Sotsugyō Concert in Nihon Gaishi Hall (みんな、泣くんじゃねえぞ。宮澤佐江卒業コンサートin 日本ガイシホール?)

Divers
1. 8 avril 2010 – SKE48 Gakuen Vol. 1 (SKE48学園 Vol.1?)
2. 29 juillet 2010 – SKE48 Gakuen Vol. 1 (SKE48学園 Vol.2?)
3. 29 octobre 2010 – SKE48 Gakuen Vol. 1 (SKE48学園 Vol.3?)
4. 25 février 2011 – SKE48 Gakuen Vol. 1 (SKE48学園 Vol.4?)
5. 10 août 2011 – SKE48 Gakuen Vol. 1 (SKE48学園 Vol.5?)
6. 7 septembre 2011 – Itte Koi 48 Vol. 1 (イッテ恋48 Vol.1?)
7. 7 novembre 2011 – Itte Koi 48 Vol. 2 (イッテ恋48 Vol.2?)
8. 3 février 2012 – Itte Koi 48 Vol. 3 (イッテ恋48 Vol.3?)
9. 29 février 2012 – SKE48 Magical radio 1 (SKE48のマジカルラジオ 1?)
10. 7 septembre 2012 – SKE48 Magical radio 2 (SKE48のマジカルラジオ 2?)
11. 17 juin 2013 – SKE48 Sekai Seifuku Jyoshi (SKE48の世界征服女子?)
12. 22 juin 2013 – SKE48 Layer!GAME (SKE48ライあっ!GAME?)
13. 2 août 2013 – SKE48 Magical radio 3 (SKE48のマジカルラジオ 3?)
14. 10 janvier 2014 – SKE48 no Sekai Seifuku Jyoshi Season2 (SKE48の世界征服女子 Season2?)

- Discographie de AKB48